# Мочулянка (річка)
Мочулянка, Мочуленка — річка в Україні, у Березнівському районі Рівненської області. Права притока Вилля, (басейн Прип'яті).

## Опис
Довжина річки приблизно 2,92 км, найкоротша відстань між витоком і гирлом — 2,76  км, коефіцієнт звивистості річки — 1,06 .

## Розташування
Бере початок на південно-східній околиці села Мочулянки у заболоченій місцині. Тече переважно на південний захід через урочище Гали і на західній стороні від присілку Губків впадає у річку Вилля, праву притоку Случі.

## Цікавий факт
- У XIX столітті річка впадала у Вилля в колишньому селі Гуті Людвіпольській.[2]